# کسی که قبلاً می‌شناختم
"کسی که قبلاً می‌شناختم" (به انگلیسی: Somebody That I Used to Know) یک ترانه از خواننده-ترانه‌سرای استرالیایی بلژیکی‌اصل گوتیه و از آلبوم وی ساختن آینه‌ها است که همراه با خواننده نیوزلندی کیمبرا اجرا شده‌است. متن ترانه توسط گوتیه سروده شده‌است و اتفاقاتی که در رابطه وی برایش به وجود آمده‌است. این ترانه در ۶ ژوئیه ۲۰۱۱ منتشر شد.
این ترانه در بسیاری از چارت‌های دنیا اول شد و مدت زیادی اول ماند. همچنین این ترانه توسط دارن کریس و مت بامر در سریال گلی بازخوانی شد که این ترانه نیز در چارت آمریکا به ۲۶ دست یافت.